# Vasa hovrätt

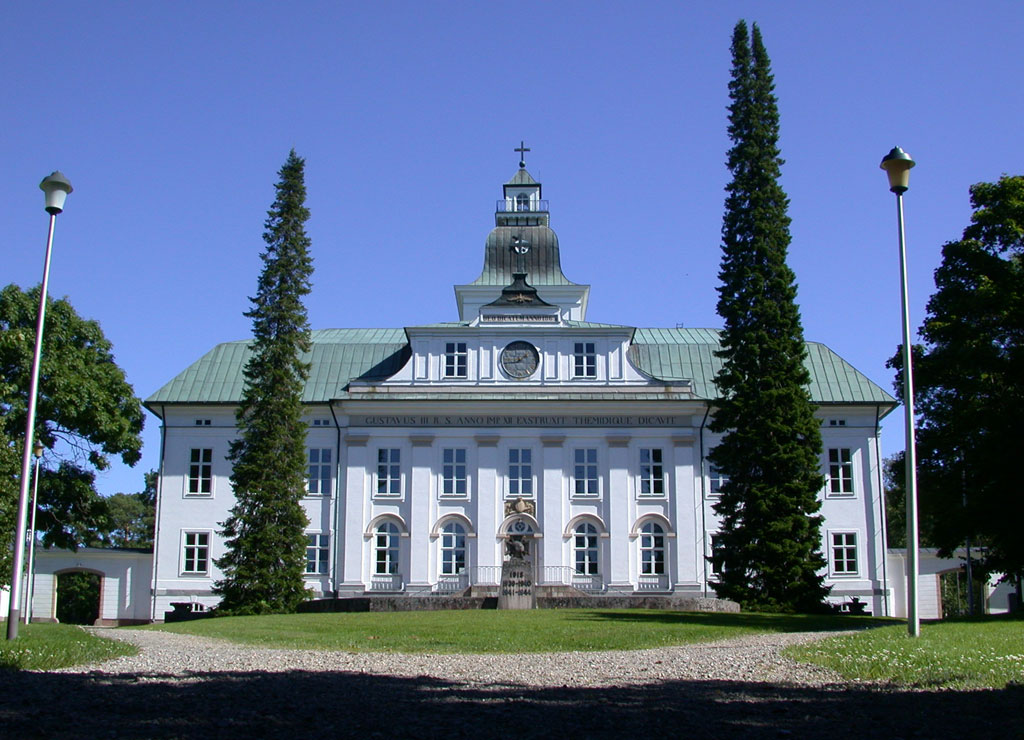
Korsholms kyrka, tidigare Vasa hovrätt 1785-1852

Vasa hovrätt (finska: Vaasan hovioikeus) är en hovrätt i Finland. Hovrätten grundlades genom kungligt brev den 20 juni 1775 av Gustav III och invigdes på Stockholms slott den 28 juni 1776. Jurisdiktionen omfattade Vasa län, Savolax och Karelens län och Uleåborgs län från Åbo hovrätt samt Kuusamo lappmark från Svea hovrätt. Västerbotten i Finland tillkom 1809. Den nuvarande domkretsen är något mindre.

## Domsagor och tingsrätter
Domsagorna bestod vid bildandet av hovrätten 1776 och efter en förändring i början av 1777 av Österbottens södra domsaga, Österbottens mellersta domsaga, Österbottens norra domsaga, Karelska domsaga, Lilla Savolaks domsaga, Rautulampi domsaga och Kemi och Kajana domsaga.
I den indelning som infördes 2019 finns det fyra tingsrätter under Vasa hovrätt. Dessa är Mellersta Finlands tingsrätt, Satakunta tingsrätt, Södra Österbottens tingsrätt och Österbottens tingsrätt. Samtidigt gick Mellersta Österbottens tingsrätt upp i Österbottens tingsrätt.

## Presidenter
Hovrätten leds av en hovrättspresident. Vasa hovrätt har haft dessa presidenter: 
1. greve Arvid Fredrik Kurck 1776–1781
2. greve Carl Bonde 1781–1788
3. Carl Johan Gyllenborg 1789–1791
4. Johan Gustaf von Carlson 1792–1794
5. Jöran Wilhelm Lode 1795–1796
6. friherre Axel Christian Reuterholm 1796–1808
7. Erik Johan Bergenheim 1811–1816
8. Karl Fredrik Rotkirch 1817–1832
9. Carl Adam Adlerstjerna 1833–1841
10. Ernst Fredrik Brander 1841–1856
11. Johan Wilhelm Forsman 1856–1862
12. Selim Ekbom 1862–1886
13. Robert August Montgomery 1886–1887
14. Gustaf Wilhelm Råbergh 1887–1890
15. Johan Carl Emil af Frosterus 1890–1900
16. Nils Isak Fellman 1900–1902
17. Henrik Gustaf Borenius 1902–1909
18. Frans Viktor Eriksson 1910–1915
19. Karl Söderholm 1917–1923
20. Kaarlo Yrjö Benedictus Ignatius 1923–1927
21. Axel Johan Alfons Cederberg 1927–1933
22. Hugo Albert Malmberg 1933–1934
23. Bror Justus Gräsbeck 1935–1953
24. Felix Johansson 1953–1957
25. Karl Eero Harald Corell 1957–1970
26. Ista Paavo Alkio 1970–1972
27. Eero Ivar Rewell 1972–1975
28. Hanni Ritva Soilikki Hyöky (första kvinnan som president vid hovrätten) 1975–1989
29. Erkki Kustaa Rintala 1989–1998
30. Rolf Ingvar Krook 1998–2004
31. Mikko Johannes Könkkölä 2005–2009
32. Olli Varila 2009–2014
33. Tapani Vasama 2014–2022[3]
34. Sakari Laukkanen 2023-[4]

Vid hovrättena arbetar 64 personer.